# Oysho
Oysho – marka modowa, oferująca przede wszystkim odzież sportową. Należy do hiszpańskiej firmy Inditex. Powstała w 2001 roku. Oysho posiada 312 sklepów w 22 krajach (2008). W Polsce pierwszy sklep powstał w 2006 w Krakowie i obecnie jest ich 18 – w Warszawie (3), Krakowie (2), Gdańsku (2), Gdyni (1), Wrocławiu (2), Bydgoszczy (2), Lublinie (1), Kielcach (1) i Białymstoku (1), w Poznaniu (2) oraz w Katowicach (1)).